# 毛毛雨
毛毛雨是一个气象用语，又称“零星小雨”，是指分布稠密均匀的微细液态降水，雨滴直径小于0.5毫米，雨量低于0.1毫米。毛毛雨是由高度较低的层云和层积云所产生的。